# 索尔蒂诺
索尔蒂诺（義大利語：Sortino），是意大利锡拉库萨省的一个市镇。总面积93.19平方公里，人口8980人，人口密度96.4人/平方公里（2009年）。ISTAT代码为089019。

## 友好城市
- 法國 布列讷堡